# Terapia skoncentrowana na rozwiązaniach
Terapia skoncentrowana na rozwiązaniach (ang. solution focused brief therapy) – terapia skoncentrowana na osiągnięciu określonego przez klienta celu, a nie analizie problemu czy deficytów, które uświadomiły mu potrzebę szukania wsparcia. Przedmiotem jej zainteresowania nie jest więc przeszłość, a raczej teraźniejszość i przyszłość. O tyle zajmuje się historią życia klienta, o ile można z niej odczytać jego mocne strony, cenne doświadczenia i sposoby radzenia sobie z wcześniejszymi kryzysami.

## Krótka historia
Jako nurt psychoterapeutyczny swój początek TSR miała w latach siedemdziesiątych w Stanach Zjednoczonych w Brief Family Therapy Center w Millwaukee. Głównymi twórcami są Steve de Shazer oraz Insoo Kim Berg. Korzeniami swymi sięga sposobu myślenia o pacjentach i metod ich leczenia Miltona Ericksona oraz niektórych metod pracy w Mental Research Institute w Palo Alto (USA). W Polsce TSR pojawia się jako podejście psychoterapeutyczne od 1990 roku. Przez ten czas z nieznanego podejścia rozwinęła się w silny nurt wykładany na uczelniach w ramach studiów psychologicznych, pedagogicznych, pracy socjalnej (np. Uniwersytecie Warszawskim, Uniwersytecie SWPS, Uniwersytecie Mikołaja Kopernika, Uniwersytecie Jagiellońskim, Wyższa Szkoła Humanitas w Sosnowcu), prezentowany na szkoleniach i warsztatach dotyczących m.in. pracy z klientem sektora pomocy społecznej, terapii uzależnień, przeciwdziałania przemocy w rodzinie, zastosowaniom biznesowym. Terapia/podejście skoncentrowane na rozwiązaniach koncentruje się wokół kilku ośrodków szkoleniowych: Centrum Terapii Krótkoterminowej z Jackiem i Mariolą Lelonkiewicz, którzy jako pierwsi propagowali tę metodę w Polsce, Centrum Terapii Skoncentrowanej na Rozwiązaniach (CTSR) w Warszawie prowadzonej przez Luisa Alarcona Ariasa, Centrum Podejścia Skoncentrowanego na Rozwiązaniach (Centrum PSR – SFA Center Poland) z Tomaszem Świtek, Centrum Rozwiązań (CR) z Jackiem Szczepkowskim i Arturem Lewińskim oraz Laboratorium Edukacji i Terapii Skoncentrowanej na Rozwiązaniach (LETSR) z Ewą Majchrowską. W 2015 r. powołana została Sekcja Podejścia Skoncentrowanego na Rozwiązaniach Polskiego Towarzystwa Psychologicznego (PSR-PTP). Także Zespół Stowarzyszenia na Rzecz Przeciwdziałania Przemocy w Rodzinie „Niebieska linia” (obszar przemocy), a także Polski Instytut Mediacji i Integracji Społecznej (asystenci rodzin) pracują tą metodą od wielu lat.
Na poziomie stowarzyszeń TSR/PSR reprezentowany jest w Polsce przez Polskie Stowarzyszenie Terapeutów Terapii Skoncentrowanej na Rozwiązaniach (akredytujące ośrodki szkoleniowe: Centrum PSR – SFA Center Poland, CR, LETSR, PCTSR, CTSR, Integri TSR)   oraz Polskie Towarzystwo Psychoterapii Skoncentrowanej na Rozwiązaniu (rekomendujące CTK). Zarówno PTPSR, jak i PSTTSR wchodzą w skład Polskiej Rady Psychoterapii.

## Polska w organizacjach międzynarodowych
W Europie wieloletnią działalność prowadzi European Brief Therapy Association. Obecnie w skład zarządu EBTA wchodzą dwie osoby z Polski – Jacek Lelonkiewicz z Centrum TK oraz Tomasz Świtek z Centrum PSR / SFA Center Poland.
Na poziomie światowym dbając o standardy szkoleniowe w ramach TSR działa International Alliance of SF Teaching Institutes. Jeśli chodzi o polskie ośrodki szkoleniowe do IASTI należą obecnie Centrum Terapii Krótkoterminowej oraz Centrum PSR / SFA Center Poland. W skład zarządu IASTI wchodzi jedna osoba z Polski – Tomasz Świtek z Centrum PSR / SFA Center Poland.

## Podstawowe założenia
Podstawą tej relacji psychoterapeutycznej jest współpraca z „klientem”, stającym się na równi z terapeutą, ekspertem w danym procesie terapeutycznym, zamiast dominowania „pacjenta” jako niezdolnego do podejmowania konstruktywnych decyzji życiowych. Takie nastawienie samo w sobie wydobywa i buduje zasoby (zalety i mocne strony) klienta, wzmacnia jego świadomość wpływu na własne życie, podkreśla jego wartość i decyzyjność jako równoważnego partnera. Pomaga mu w znalezieniu rozwiązań, wyznaczaniu i realizowaniu celów, budowaniu motywacji do ich osiągania. Terapeuta całkowicie akceptuje sposób patrzenia klienta na życie, niczego nie wie lepiej lub więcej od niego. Nie musi też znać szczegółów dotyczących problemu. Zamiast analizować problem, poszukuje optymalnego rozwiązania.
Wspólnie z klientem odkrywa jego umiejętności i talenty, pokazuje, jak z przeszłych doświadczeń wydobywać rzeczy użyteczne dla teraźniejszości i przyszłości, pomaga odkryć optymalne rozwiązanie dla sytuacji, w której znalazł się klient. Ten etap pracy wspiera jedno z podstawowych założeń TSR dotyczące nieuchronności zmiany w życiu klienta: „skoro kiedyś było lepiej, pomóżmy temu wrócić”.
Pojawianie się oporu w procesie terapeutycznym uznawane jest za błąd w sztuce i zagrożenie dla wzajemnej współpracy. W TSR nie używa się technik bezpośredniej konfrontacji. Realizacja celu odbywa się poprzez małe zmiany, łatwe do wprowadzenia w życie.
Klienci w podejściu TSR są uważani za największych ekspertów w sprawach dotyczących własnego życia. Milton Erickson twierdził, że „Pacjenci znają rozwiązania swoich problemów. Oni tylko nie wiedzą, że je znają”. Potrafią doskonale wskazać, od czego warto zacząć, wyznaczają cele terapii, oceniają swoje postępy w terapii oraz decydują o jej zakończeniu.
Czas trwania procesu terapeutycznego w TSR nie jest ściśle określony, jednak jako terapia krótkoterminowa; stara się ona osiągnąć wyznaczone przez klienta cele w jak najkrótszym czasie. W praktyce oznacza to często, że ilość spotkań nie przekracza 10. Przy czym okres pomiędzy pierwszym a ostatnim spotkaniem może wynosić wiele miesięcy.
Najistotniejsze założenia TSR, czyli filozofia centralna:
1. Jeśli coś działa, rób tego więcej.
2. Jeśli coś nie działa, rób coś innego.
3. Jeśli coś się nie zepsuło – nie naprawiaj tego.

TSR koncentruje się na:
- zasobach klienta i mocnych jego stronach, a nie deficytach i zaburzeniach;
- na jego celach i zmianie, którą klient chce osiągnąć, a nie na problemach;
- na jego dotychczasowych osiągnięciach, a nie na porażkach;
- na wyjątkach od sytuacji problemowych, a nie częstotliwości występowania problemów i ich rozmiarach.

## Relacja z klientem w praktyce TSR
W TSR rozróżniane są trzy rodzaje relacji terapeutycznych
- relacja goszczenia – klient uważa, lub tylko tak mówi, że nie ma żadnego problemu, a przyszedł, bo ktoś mu kazał (np. sąd nakazujący kontakt z terapeutą, żona grożąca rozwodem, rodzice przysyłający swoje dziecko.).

Relacja gościa uniemożliwia określenie celu spotkania. Terapeuta koncentruje się na budowaniu zasobów klienta i oczekuje na jego inicjatywę.
- relacja narzekania – klient jest świadomy problemu, ale uważa, że jego rozwiązanie zależy od kogoś innego. (np. żona alkoholika, która przychodzi, aby „wyleczyć jej męża”, ktoś kogo „wszyscy ludzie” odrzucają).

W centrum procesu terapeutycznego będzie uszanowanie punktu widzenia klienta i eksplorowanie wyobrażeń klienta na temat tego, co powinien w tej sytuacji robić.
- relacja współpracy – klient jest świadomy tego, że ma problem, i uważa, że w jakimś stopniu od niego samego zależy jego rozwiązanie. Klient i terapeuta współpracują ze sobą w kierunku poszukiwania tych rozwiązań, wdrażania ich w życie, sprawdzania ich skuteczności, jak również w kierunku usamodzielniania się klienta w radzeniu sobie z trudnościami życia.

## Charakterystyczne dla TSR techniki terapeutyczne
- praca na zasobach

rozmowa wolna od problemów – ukazująca klienta jako człowieka posiadającego talenty, wartości, marzenia, sukcesy, zainteresowania, ulubione sposoby spędzania wolnego czasu...
komplementowanie – ponieważ klienci radzą sobie z problemami życiowymi niewątpliwie w oparciu o wykorzystanie własnych zasobów osobistych, a nie słabości i deficytów, pomocne jest wydobywanie, wzmacnianie, rozszerzanie we współpracy z klientem, tych aspektów jego życia, które mogą posłużyć do osiągnięcia celu terapii.
- określenie celu terapii i sygnału jego osiągnięcia

komponowanie obrazu preferowanej przyszłości – tej bliskiej i dalekiej. Koncentrowanie się na pozytywach, rozwiązaniach, teraźniejszości i przyszłości pozwala na ujawnienie pragnień i potrzeb.
pytanie o cud: Załóżmy, że w nocy, kiedy śpisz, zdarzył się cud i twoje problemy zostały pomyślnie rozwiązane, po czym poznasz, że zdarzył się cud? Jak będzie wyglądało twoje życie? Co będzie inaczej?
- pytania o wyjątki

Doceniając starania, które klient podejmował w przeszłości, szukamy w których okresach życia problemu nie było lub był dużo mniej nasilony i jakie czynniki na to wpłynęły. Co już się sprawdziło i co było pomocne?
Historia życia klienta jest kopalnią wiedzy o posiadanych zasobach i zebranym doświadczeniu. Ma tu zastosowanie zasada: „nic nie może przecież wiecznie trwać”. Problemy nie trwają 365 dni w roku, 24 godziny na dobę.
- skalowanie

Prośba, by klient umieścił się na skali od 1 do 10, gdzie 1 oznacza najgorszy wyobrażalny stan, a 10 zgodny z oczekiwaniami.
Skalowanie pomaga klientowi wyrazić i uporządkować złożone, intuicyjne obserwacje dotyczące doświadczeń z przeszłości, przeżywania teraźniejszości (np. dostrzeganie postępów terapii) oraz ocen możliwości na przyszłość. Można skalować praktycznie wszystko, co wiąże się z celami i klientami (własne samopoczucie, poczucie własnej wartości, wiary w siebie, umiejętność komunikacji z jakąś osobą, postrzegania nadziei, oceny postępów, możliwości, chęci itp.). Pomocne pytania: Jakie osobiste zdolności powodują, że klient umieścił się w tym miejscu skali? Co musiałoby się wydarzyć, by klient przesunął się o oczko wyżej?
- dokonywanie wyborów

Określenie kolejnego konkretnego małego kroku, który klient zrobi. Stare chińskie przysłowie głosi: „Każda podróż zaczyna się od pierwszego kroku”.
Klient powinien też podjąć decyzję, czy (a jak tak to kiedy) będzie potrzebował następnego spotkania, żeby przybliżyć się do celu.
W Polsce w ramach Centrum PSR / SFA Center Poland powstał model sytuacyjny tsr (Situations Focused Open Model), którego główne założenia zostały opublikowane w roku 2014 w International Journal of Solution-Focused Practices – www.ijsfp.com, a który został stworzony przez Tomasza Świtek. Model ten odchodzi od bazowania na modelu SFBT z Milwaukee, w dużo większym stopniu nawiązuje do modelu z Bruggi (Instytut Korzybskiego), a także wprowadza swoje specyficzne założenia tworzące kolejny model w ramach TSR.